# Худяков, Дмитрий Сергеевич
Дми́трий Серге́евич Худяко́в (6 марта 1928, Саратов — 24 декабря 2020, там же) — саратовский краевед, автор и бессменный ведущий телепрограммы «Не за тридевять земель», выходящей на Саратовском телевидении с 1 октября 1960 года, педагог дополнительного образования Саратовского областного центра дополнительного образования «Поиск», Заслуженный работник культуры Российской Федерации (1999).

## Биография

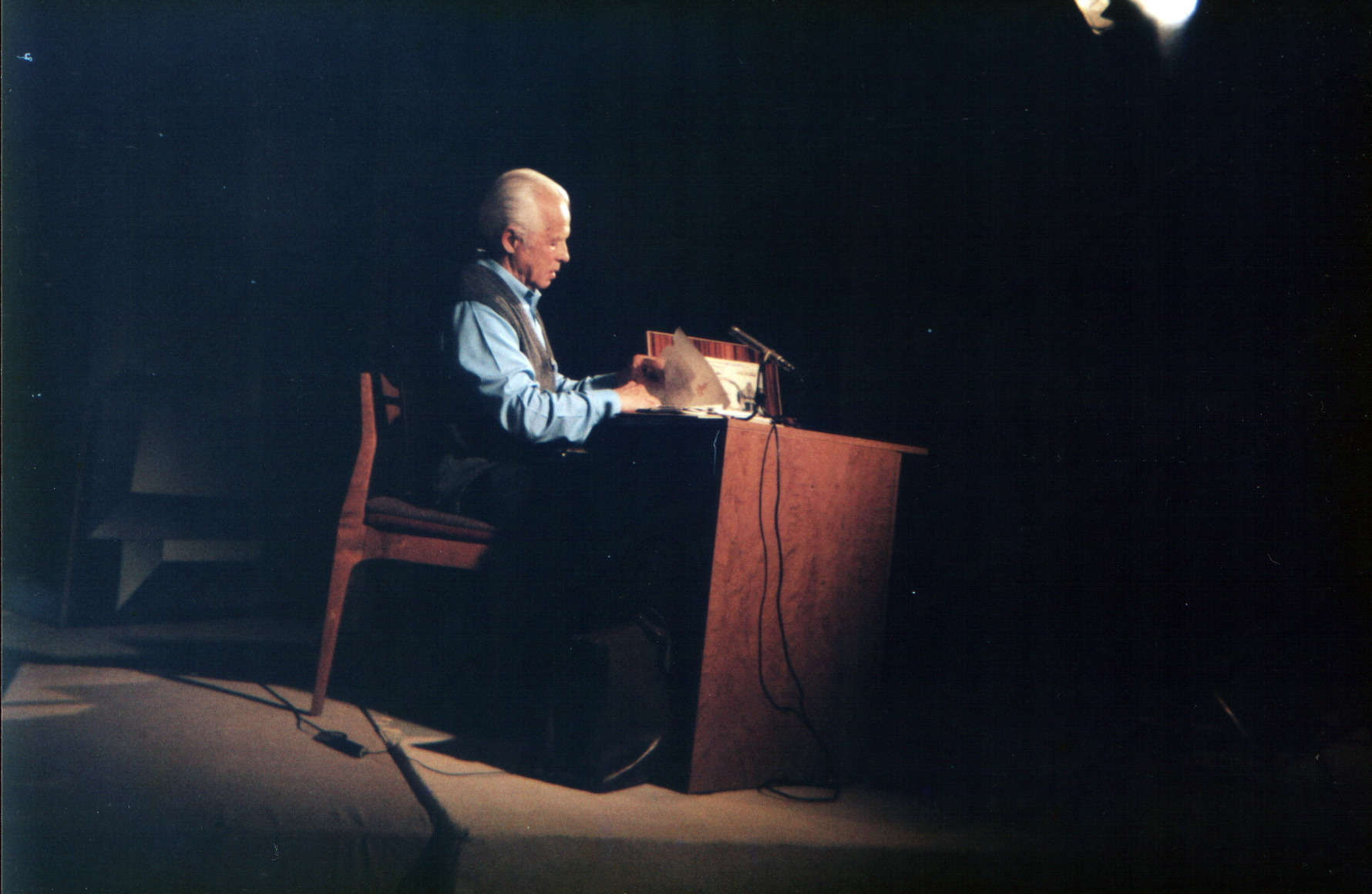
2-я студия ГТРК «Саратов». Д. С. Худяков за пять минут до прямого эфира (1999 год)

Дмитрий Сергеевич Худяков родился 6 марта 1928 года в Саратове в семье педагогов. Его отец — Сергей Дмитриевич — преподаватель физики в Педагогическом институте, проректор по науке, был родом из с. Перекопного (ныне Ершовского района Саратовской области). Мать — Серафима Ивановна родилась в Саратове в небогатой мещанской семье.
В 1946 году Дмитрий Худяков поступил в Саратовский государственный университет на физический факультет. Помимо учебной нагрузки участвовал в выпуске университетской многотиражки «Ленинский путь» в качестве корреспондента, фотографа, шаржиста.
Окончив в 1951 году университет по специальности «радиофизика», Худяков два года проработал инженером на радиозаводе «Знамя труда». В то же время он преподавал электротехнику в электромеханическом техникуме, учил студентов художественного училища, работал в фото-кинолаборатории пединститута, в средней школе, некоторое время корреспондентом на Саратовском радио.
В 1953 году Дмитрий Сергеевич Худяков первым в Саратове получил звание Мастер спорта СССР (по туризму). Начав тренировки в секции лёгкой атлетики ещё в вузовском спортклубе, он со временем стал разрядником в десятке видов спорта. Худяков получил первый разряд по спортивному ориентированию; второй разряд по альпинизму; слалому, лыжам, велосипеду; третий — по лёгкой атлетике, гребле и бегу. Пять раз Худяков поднимался на Эльбрус. В 1957 году Худяков получил специальность старшего инструктора туризма, а с 1970 года также является профессиональным горным спасателем.
В 1958 году, когда было создано Саратовское телевидение, Дмитрию Сергеевичу Худякову предложили работать там. Сначала вёл туристическую передачу «Пойдёмте с нами», потом «Лесную газету», а с 1960 года — «Не за тридевять земель». Кроме того, одно время он вёл 15-минутную передачу «Воробей». Дмитрий Сергеевич создал 10 документальных телефильмов, вышедших на экраны в 1960—1980-е годы, в которых он одновременно являлся автором сценария, режиссёром и ведущим.
Долгое время Дмитрий Сергеевич работал в областной станции юных туристов, преобразованной позднее в центр дополнительного образования «Поиск». Стаж его работы в качестве заведующего отделом детской туристско-экспедиционной станции составляет около 40 лет. Долгое время на базе станции работал клуб, названный в честь передачи «Не за тридевять земель». Со своими подопечными Дмитрий Сергеевич совершал походы по Саратовской области. В качестве арбитра он участвовал во многих областных, всероссийских и всесоюзных слётах юных туристов. Он является сопредседателем областного краеведческого общества.
Дмитрий Сергеевич вёл научные исследования в области палеонтологии, геологии, археологии и истории и имел ряд публикаций по этим вопросам. Он также занимался фотографией, киносъёмками, рисовал, раскрашивал, лепил, делал аппликации, вырезал из бумаги, столярничал, выжигал по дереву, чеканил и вел краеведческий кружок в детском оздоровительном лагере «Родничок». В 2001 году часть своих экспонатов он разместил в помещении на базе этого лагеря. В 2002 году на основе имеющейся коллекции в лагере «Родничок» был создан краеведческий музей, в котором Дмитрий Сергеевич являлся на общественных началах директором, хранителем и экскурсоводом.
Скончался 24 декабря 2020 года на 93-м году жизни в Саратове.

## Признание заслуг
- В честь Д. С. Худякова названы новые виды ископаемых: юрского ихтиозавра Khudiakovia calloviensis и меловой кремниевой губки Lobatiscyphia (Balantionella) khudiakovi.
- 18 мая 2006 года краеведческому музею, созданному в вечерней школе № 10 при исправительной колонии № 10 Ленинского района Саратова было присвоено имя Д. С. Худякова[5].

### Награды
- Заслуженный работник культуры Российской Федерации (22 ноября 1999) — за заслуги в области культуры и многолетнюю плодотворную работу.[6]
- Почётный знак «Отличник физической культуры» (1963)
- Почётный знак «Отличник народного просвещения РСФСР» (1977)
- Почётный знак «За охрану природы России» (1980)
- Почётный знак Губернатора Саратовской области «За любовь к родной земле» за № 0001 (4 ноября 1999) — за выдающиеся заслуги перед Саратовской областью в области культуры.[7]
- Почётный гражданин Саратовской области (29 декабря 2003) — за заслуги в развитии саратовского краеведения, большую просветительскую работу, огромный вклад в патриотическое воспитание подрастающего поколения.[8]
- Медаль ордена «За заслуги перед Отечеством» II степени (15 ноября 2013) — за достигнутые трудовые успехи и многолетнюю добросовестную работу.[9]
- Звание «Лучший краевед России», диплом и медаль имени Михаила Лермонтова «Недаром помнит вся Россия» (2013)[10]
- Почетный знак детского признания Саратовской области «Орден Ладошки» (14 декабря 2013)[11]